# Krasota
Krasota (ros. Красота) – trzeci album studyjny białoruskiego zespołu rockowego Lapis Trubieckoj, wydany 12 maja 1999 roku. W 2000 roku została wydana reedycja albumu pod nazwą Wsiem diewczonkam nrawitsia, na której znalazły się dodatkowo piosenki „Lubow' powiernułas' ko mnie zadom”, „Kroszka moja” i „Winogradnaja łoza”.

## Lista utworów
| Nr  | Tytuł utworu         | Oryginalna pisownia tytułu | Długość |
| --- | -------------------- | -------------------------- | ------- |
| 1.  | „Skazoczka”          | «Сказочка»                 | 4:20    |
| 2.  | „Jabłoni”            | «Яблони»                   | 5:32    |
| 3.  | „Rusałki”            | «Русалки»                  | 4:23    |
| 4.  | „Lotczik i moriak”   | «Лётчик и моряк»           | 4:22    |
| 5.  | „Sania-Tania”        | «Саня-Таня»                | 4:20    |
| 6.  | „Piet'ka-moriaczok”  | «Петька-морячок»           | 3:04    |
| 7.  | „Rozoczka”           | «Розочка»                  | 4:12    |
| 8.  | „Wierniś”            | «Вернись»                  | 5:16    |
| 9.  | „Czertowki”          | «Чертовки»                 | 5:00    |
| 10. | „Bieriozki”          | «Берёзки»                  | 4:50    |
| 11. | „Snieżnaja korolewa” | «Снежная королева»         | 3:26    |
| 12. | „Krasota”            | «Красота»                  | 3:23    |
|     |                      |                            | 52:08   |

## Twórcy
- Siarhiej Michałok – wokal, akordeon
- Pawieł Bułatnikau – wokal, tamburyn
- Rusłan Uładyka – gitara, klawisze, akordeon
- Dzmitryj Swirydowicz – gitara basowa
- Jahor Dryndzin – trąbka
- Pawieł Kuziukowicz – waltornia
- Alaksiej Lubawin – perkusja[5]